# Avenida Gabriel González Videla

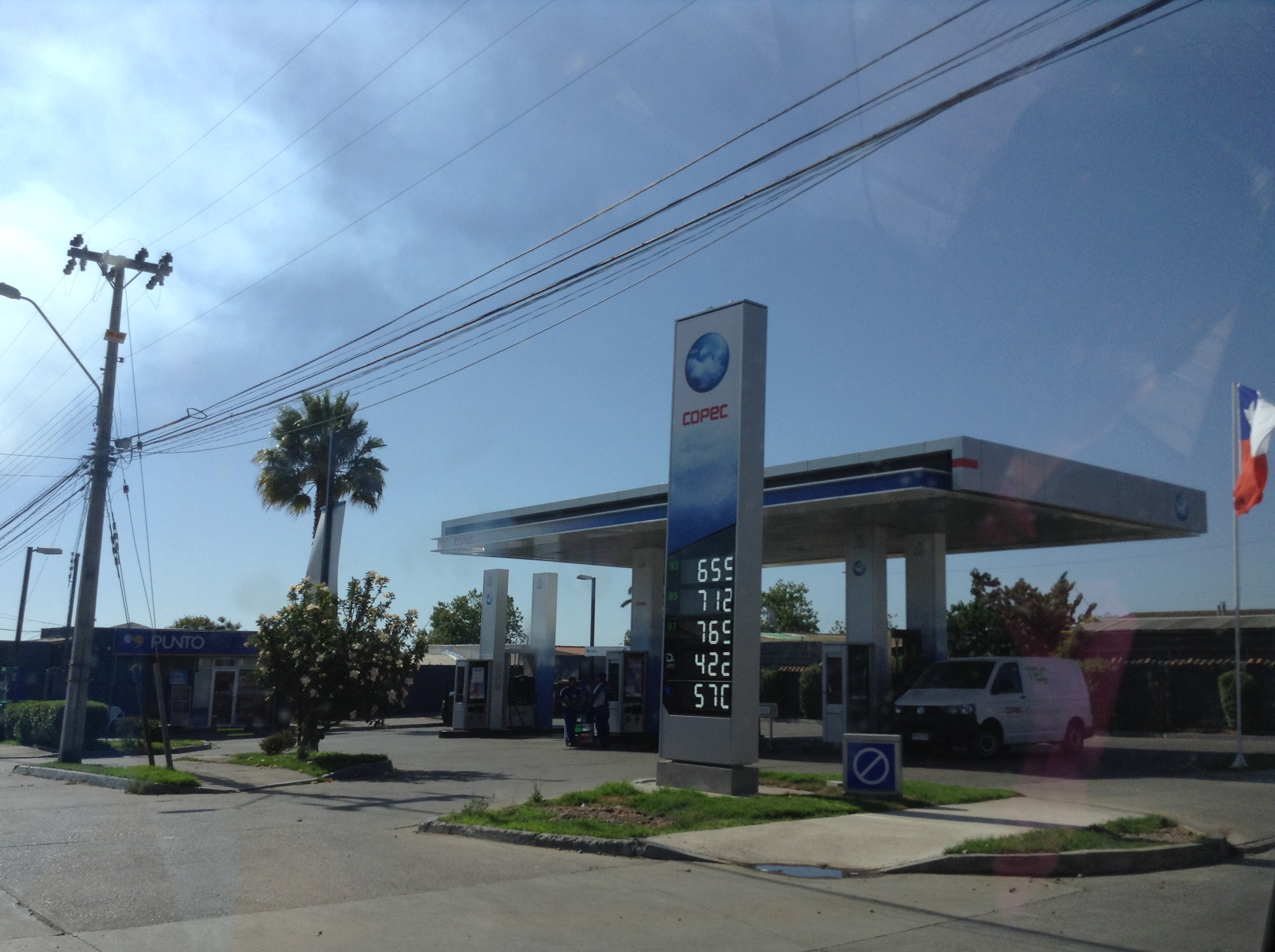
Bencinera Copec, una estación de servicio de la avenida.

La avenida Presidente Gabriel González Videla, más conocida como avenida G.G. Videla, es una arteria vial de la comuna de La Serena, Chile, que transcurre de norte a sur desde el sector de Vista Hermosa hasta el sector de la Pampa Sur (Tierras Blancas) Debe su nombre a Gabriel Gonzalez Videla, presidente de la República de Chile entre los años 1946-1952, nacido en la capital regional.

## Historia
La avenida fue construida a finales del siglo XX, en los años 1980, en honor al presidente fallecido en esos años.
El 12 de junio de 2014 comenzó la construcción del Eje Cisternas, que conforma las avenidas Juan Cisternas y Gabriel Gonzalez Videla, que contemplaba reparaciones de pavimento, construcción de estaciones de autobús, mantención de estaciones de servicio Copec, reparaciones de semáforos, una extensa ciclovía y doble calzada entre Las Higueras y Los Jardines.
El 13 de noviembre de 2015 terminó la remodelación de la avenida, empezando la construcción de la futura Avenida Las Torres.